# Interdynamic MP-9
Interdynamic MP-9 là loại súng tiểu liên được thiết kế bởi công ty của Thụy Điển là Interdynamic AB tại Stockholm như một khẩu súng tiểu tiên giá rẻ cho các ứng dụng trong quân sự. Interdynamic đã không thể thu hút được sự chú ý của chính quyền và nó đã không được đưa vào sản xuất ở Thụy Điển. Thay vì từ bỏ thiết kế Interdynamic đã mang nó sang Hoa Kỳ và giới thiệu cho thị trường dân dụng với mẫu bán tự động với tên KG-9. Sau khi hợp tác với Kelgren & Garcia và nguyên tắc dành cho dân thường nên đã phát triển thành khẩu Intratec TEC-9.

## Thiết kế
MP-9 dùng cơ chế nạp đạn blowback có chế đô bắn hoàn toàn tự động sử dụng loại đạn 9x19mm Parabellum, được BATF phân loại như một loại súng máy. Nó được làm bằng một loại nhựa tổng hợp đúc không đắt tiền với hộp đạn có thể chứa 10, 20, 32, 36 và 50 viên.
Chi nhánh Interdynamic U.S.A đã bị BATF bắt phải thiết kế lại khẩu MP-9 bỏ chế độ bắn hoàn toàn tự động. Vào cùng lúc đó thoi nạp đạn kín được thiết kế, theo BATF thì chất liệu nhựa có độ bền không ổn định nên phải thay bằng một số kim loại ở một số bộ phận và nơi đóng số xê ri. Mẫu này được đặt tên là KG-99 và loại súng này có thiết kế thoi nạp đạn mở giống như khẩu MP-9. Khi đặc kế bên nhau khẩu KG-99 và MP-9 giống hệt nhau từ đầu đến đuôi chỉ khác là MP-9 có một nút để giữ cho thoi nạp đạn luôn ở vị trí mở và phần đầu nòng súng có rãnh xoắn để gắn các linh kiện phụ trợ. Interdynamic sản xuất một số lượng rất nhỏ loại súng MP-9 vì nó không được sử dụng nhiều bởi dân chúng. Khẩu MP-9 có hai đặc điểm chính là nó có thể chọn chế độ bắn và báng súng có thể đẩy vào kéo ra cùng với loại có chế độ bắn tự động nhưng không có báng súng. Con số được sản xuất được tin là ít hơn 50 khẩu, trên thực tế có thể còn ít hơn 24 khẩu với khả năng chọn chế độ bắn và có báng súng. Tất cả các khẩu còn lại được chế tạo với cái tên Intratec TEC-DC9.